# You Won't See Me
You Won't See Me é uma música dos Beatles, lançada em 1965 no álbum Rubber Soul. Composta por Paul McCartney (creditada a Lennon/McCartney), a música é sobre uma crise no relacionamento de Paul com Jane Asher. Jane na época não retornava suas ligações telefônicas, ignorando-o. Os Beatles gravaram a música durante um período descrito pelo autor Mark Lewisohn como uma sessão "maratona" final para o Rubber Soul, para garantir o lançamento pré-natalino do álbum.

## História e inspiração
"You Won't See Me" é sobre uma crise no relacionamento de McCartney com sua então namorada, Jane Asher. 4 anos mais nova que McCartney, Asher estava chegando nos seus 20 e não queria mais aderir ao desejo do seu namorado de que ela ficasse em casa e atendesse aos seus interesses.
Mais pro final de 1965, enquanto os Beatles estavam gravando o álbum Rubber Soul em Londres, Jane aceitou uma oferta para aparecer numa produção teatral no teatro Bristol Old Vic. Após uma calorosa discussão, o casal brevemente terminou seu relacionamento. Quando McCartney tentou telefoná-la, Asher o rejeitou e não retornou as ligações. McCartney, mais tarde, disse que era "devastador ficar sem ela".
Desde 1963, McCartney vivia na casa de família de Asher, na rua Wimpole no centro de Londres. Ele se lembra de ter escrito a música na sala de música, no porão da casa. Ele disse que a composição se originou de "uma progressão de duas notas que eu tinha nas duas cordas mais finas do violão: as cordas mi e si", que ele desenvolveu tocando semitons descendentes na corda si enquanto deixava a corda mais fina soar. Ele descreveu a música como inspirada em Motown, com uma "pegada James Jamerson". Ele se inspirou na composição do grupo Four Tops "It's the Same Old Song", que foi um hit single no Reino Unido pro final de 1965.
Durante esse período, McCartney também escreveu "We Can Work It Out" e "I'm Looking Through You" como comentários no seu relacionamento com Asher. O tom mais agressivo da letra marcou uma mudança das suas músicas típicas de amor; na interpretação do autor Howard Sounes, "You Won't See Me" mostra McCartney como "agressivo" e como "um invejoso namorado". McCartney mais tarde disse sobre o jeito que a banda compôs para Rubber Soul:  "Nós tivemos nosso período fofo, e agora está na hora de expandir.".

## Ficha técnica
De acordo com Ian MacDonald:
- Paul McCartney – vocal, baixo, piano
- John Lennon – vocal de apoio, pandeiro
- George Harrison – vocal de apoio, guitarra solo
- Ringo Starr – bateria, chimbau
- Mal Evans – órgão Hammond